# پدرو بتانکورت
پدرو بتانکورت (به اسپانیایی: Pedro Betancourt) یک منطقهٔ مسکونی در کوبا است که در استان ماتانزاس واقع شده‌ است. پدرو بتانکورت ۳۸۸ کیلومتر مربع مساحت دارد ۲۵ متر بالاتر از سطح دریا قرار دارد.

### تاریخچه
نام اصلی آن Corral Falso de Macurijes بود. نام پدرو بتانکور از یک وطن‌پرست معروف اسپانیایی-کوبایی، پدرو استانیسلائو بتانکور داوالوس، که یکی از ژنرال‌های جنگ استقلال بود که بومیان کوبایی علیه سلطنت اسپانیا به راه انداختند، گرفته شده است. 